# Lagrangeova funkce
Lagrangeova funkce nebo také lagrangián/lagranžián, popř. také kinetický potenciál systému, je funkce, která v sobě zahrnuje popis dynamiky systému. Tato funkce je pojmenována po Lagrangeovi, který ji zavedl v rámci své formulace klasické mechaniky.

## Definice
Pro konzervativní systém má lagrangián tvar
{\displaystyle L=L(q_{1},q_{2},....q_{m},{\dot {q}}_{1},{\dot {q}}_{2},...,{\dot {q}}_{m},t)=T(q_{1},q_{2},....q_{m},{\dot {q}}_{1},{\dot {q}}_{2},...,{\dot {q}}_{m},t)-V(q_{1},q_{2},...,q_{m},t)}
kde {\displaystyle q_{1},q_{2},...,q_{m}\,} jsou zobecněné souřadnice, {\displaystyle {\dot {q}}_{i}} jsou zobecněné rychlosti, {\displaystyle T} je celková kinetická energie, {\displaystyle V} je potenciální energie a {\displaystyle m} je počet stupňů volnosti.
Obecnější tvar Lagrangeovy funkce lze získat pomocí zobecněné potenciálové funkce {\displaystyle U(q_{1},q_{2},....q_{m},{\dot {q}}_{1},{\dot {q}}_{2},...,{\dot {q}}_{m},t)}, tzn. funkce, pomocí které lze zobecněné síly zapsat ve tvaru {\displaystyle Q_{j}=-{\frac {\partial U}{\partial q_{j}}}+{\frac {\mathrm {d} }{\mathrm {d} t}}{\frac {\partial U}{\partial {\dot {q}}_{j}}}}. Pak:
{\displaystyle L=T(q_{1},q_{2},....q_{m},{\dot {q}}_{1},{\dot {q}}_{2},...,{\dot {q}}_{m},t)-U(q_{1},q_{2},....q_{m},{\dot {q}}_{1},{\dot {q}}_{2},...,{\dot {q}}_{m},t)}
Takový lagrangián umožňuje popisovat např. viskózní látky nebo zahrnout působení Lorentzovy síly.

## Vlastnosti
Z Hamiltonova principu lze odvodit, že pokud je systém popsán Lagrangeovou funkcí {\displaystyle L} pak může být systém popsán také Lagrangeovou funkcí
{\displaystyle L_{\mathrm {var} }=L+{\dot {F}}(q_{1},q_{2},....q_{m},t)},
kde {\displaystyle F} je libovolná funkce polohy a času.

## Hustota lagrangiánu
Zejména v kvantové teorii pole se používá hustota lagrangiánu, vyjadřující jeho prostorové rozložení. Vzájemná souvislost je dána vztahem
{\displaystyle L=\int {\mathcal {L}}(q_{j}(\mathbf {x} ),{\dot {q}}_{j}(\mathbf {x} ),t)\,\mathrm {d} ^{3}\mathbf {x} }

## Jednoduché příklady
- Lagrangián částice s rychlostí {\displaystyle v\,} v konzervativním poli s potenciální energií {\displaystyle E_{\mathrm {p} }\,}

{\displaystyle L={\tfrac {1}{2}}mv^{2}-E_{\mathrm {p} }}
- Lagrangián částice s nábojem {\displaystyle q\,} v elektromagnetickém poli s elektrickým potenciálem {\displaystyle \varphi \,} a magnetickým vektorovým potenciálem {\displaystyle \mathbf {A} \,}

{\displaystyle L={\tfrac {1}{2}}mv^{2}-q(\varphi -\mathbf {v} \cdot \mathbf {A} )}
- Lagrangián relativistické částice (pro nenabitou částici odpadá člen s {\displaystyle q\,}):

{\displaystyle L=-m_{0}c^{2}{\sqrt {1-{\frac {v^{2}}{c^{2}}}}}-q(\varphi -\mathbf {v} \cdot \mathbf {A} )}